# Heteropsis uniformis
Heteropsis uniformis is een vlinder uit de familie van de Nymphalidae, uit de onderfamilie van de Satyrinae. De wetenschappelijke naam van deze soort is voor het eerst voorgesteld als Culapa uniformis door Charles Oberthür in een publicatie uit 1916.
Deze soort is endemisch op Madagaskar waar hij werd waargenomen in de omgeving van Toamasina. Zijn leefomgeving zijn bossen.